# Madalur, Sira
Madalur là một làng thuộc tehsil Sira, huyện Tumkur, bang Karnataka, Ấn Độ.